# Tilda Swinton
Katherine Mathilda "Tilda" Swinton (n. 5 noiembrie 1960 în Londra) este o actriță și fotomodel scoțian care a fost distinsă cu premiul Oscar pentru cea mai bună actriță în rol secundar pe 2007 pentru rolul său din filmul Michael Clayton⁠(en)[traduceți].

## Date biografice

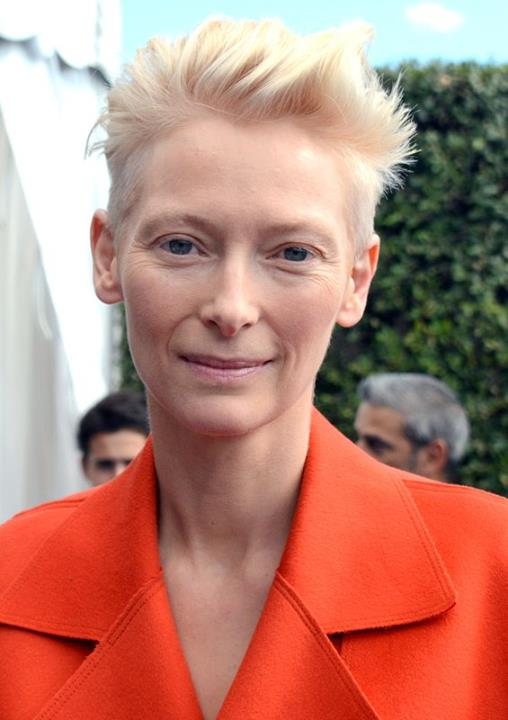
Tilda Swinton

Swinton provine dintr-o familie cu tradiții vechi scoțiene, tatăl ei Sir John Swinton of Kimmerghame, a fost general maior în garda scoțiană Scots Guards, care este garda personală a reginei britanice. Tilda Swinton a vizitat de mai multe ori pe Diana Spencer, care devine mai târziu soția lui Charles, Prinț de Wales. Ea urmează gimnaziul într-un internat privat West Heath Girls School din Sevenoaks. Ulterior ea termină studiul de științe umaniste și literatură engleză la University of Cambridge. În această perioadă ea devine membră a partidului comunist. O perioadă a fost angajată cu acțiuni de asistentă socială în Africa de Sud. 
Swinton are doi copii gemeni de la John Byrne, un autor și pictor scoțian, dar în ultimii ani are o relație cu artistul Sandro Kopp.

## Filmografie

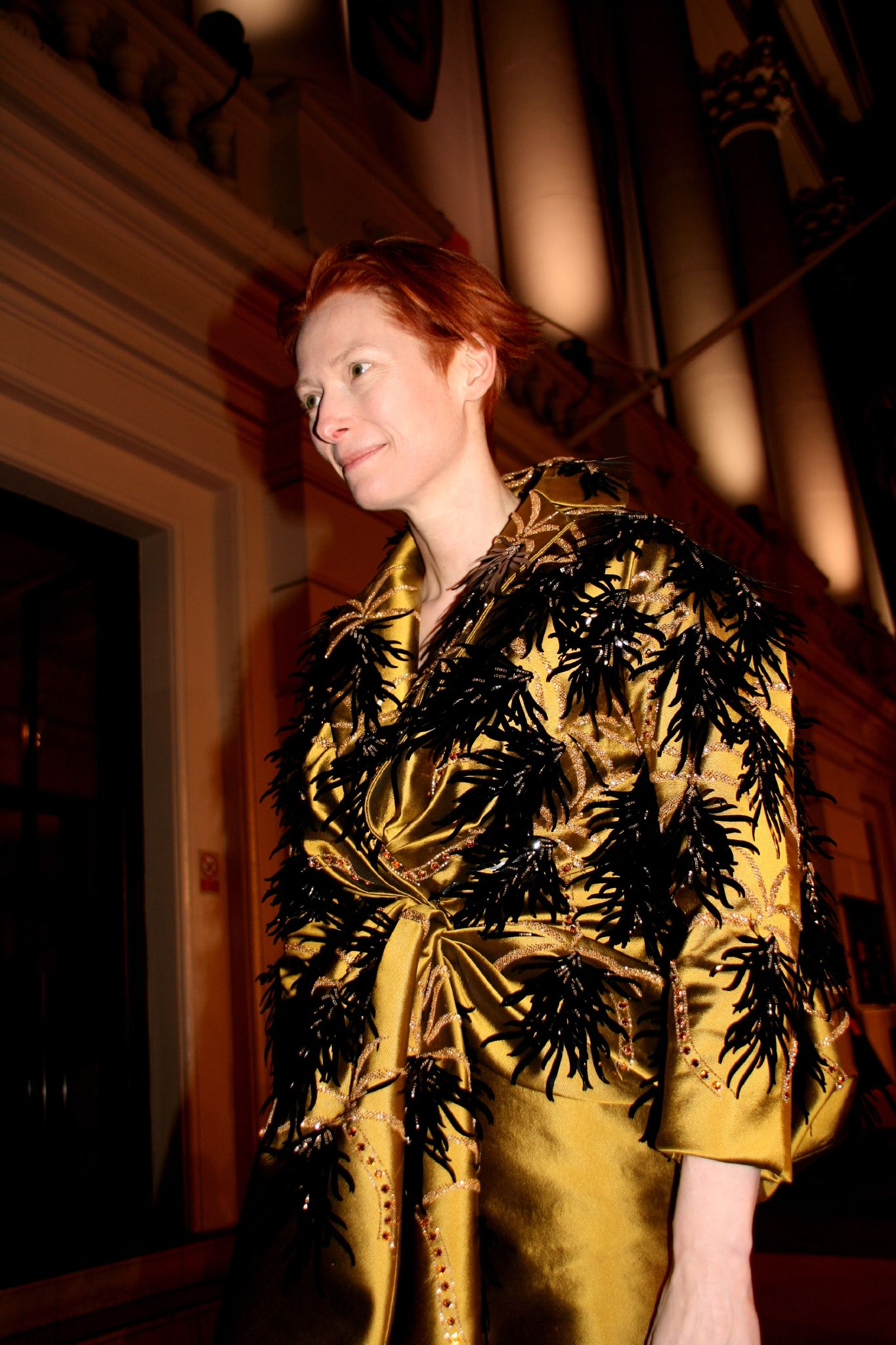
Swinton at the 2008 British Academy Film Awards

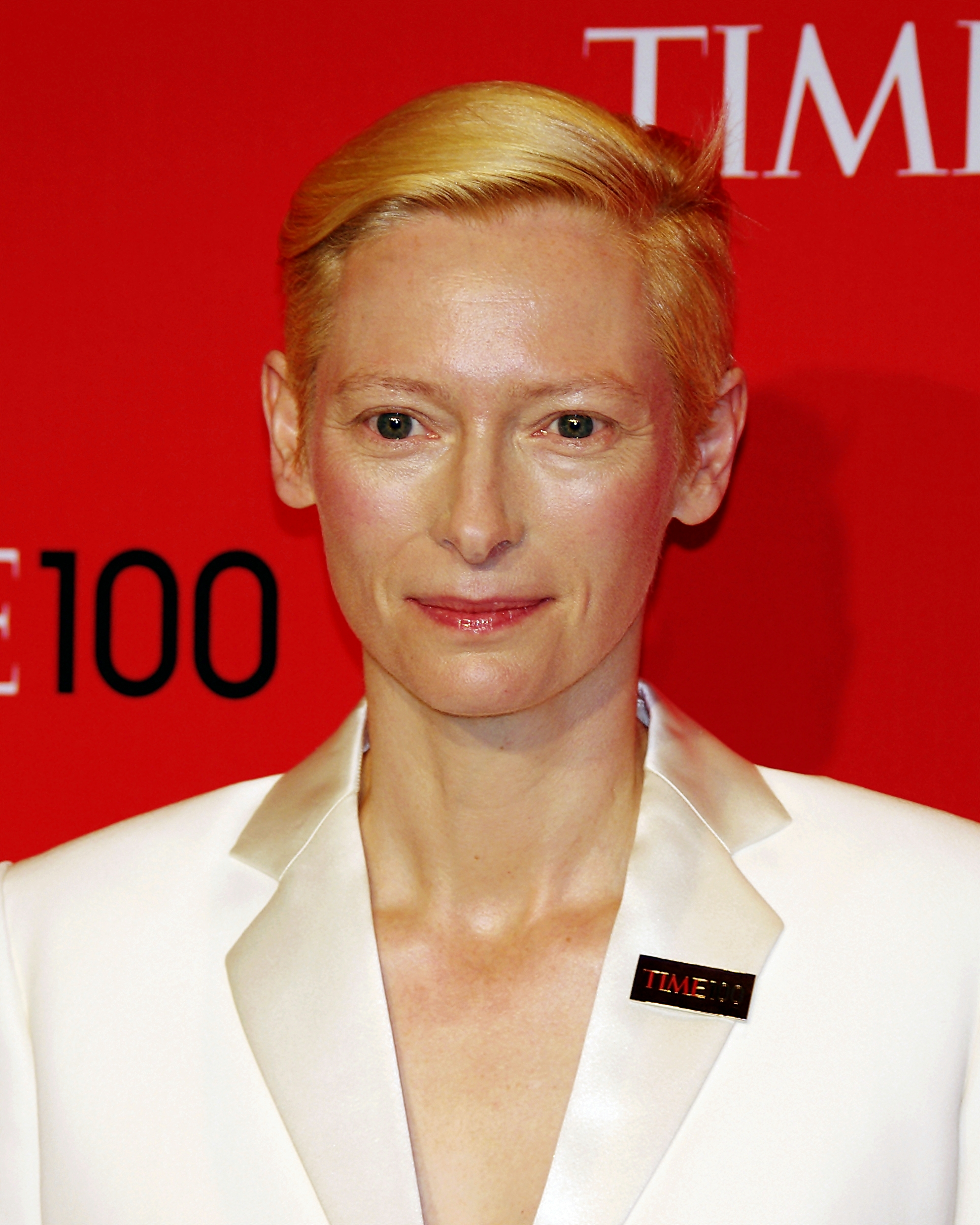
Swinton at the 2012 Time 100

### Film și televiziune
| An        | Film                                                           | Rol                                          | Note                                |
| --------- | -------------------------------------------------------------- | -------------------------------------------- | ----------------------------------- |
| 1986      | Egomania – Insel ohne Hoffnung                                 | Sally                                        |                                     |
| 1986      | Zastrozzi: A Romance                                           | Julia                                        | miniserie TV                        |
| 1986      | Caravaggio                                                     | Lena                                         |                                     |
| 1986–1990 | The Open Universe                                              | Carla                                        |                                     |
| 1987      | Aria                                                           | Young Girl                                   |                                     |
| 1987      | Friendship's Death                                             | Friendship                                   |                                     |
| 1988      | The Last of England                                            |                                              |                                     |
| 1988      | Cycling the Frame                                              | The Cyclist                                  | Short                               |
| 1988      | Das Andere Ende der Welt                                       |                                              |                                     |
| 1988      | Degrees of Blindness                                           |                                              |                                     |
| 1988      | L' Ispirazione                                                 |                                              | Short                               |
| 1989      | Play Me Something                                              | Hairdresser                                  |                                     |
| 1989      | War Requiem                                                    | Nurse                                        |                                     |
| 1990      | Your Cheatin' Heart                                            | Cissie Crouch                                | TV series (6 episodes)              |
| 1990      | The Garden                                                     | Madonna                                      |                                     |
| 1991      | Edward II                                                      | Isabella                                     |                                     |
| 1991      | The Party - Nature Morte                                       | Queenie                                      |                                     |
| 1992      | Shakespeare: The Animated Tales                                | Ophelia (voice)                              | TV miniseries                       |
| 1992      | Orlando                                                        | Orlando                                      |                                     |
| 1992      | Screenplay                                                     | Ella/Max Gericke                             | TV series (1 episode: "Man to Man") |
| 1993      | Blue                                                           |                                              | Voice                               |
| 1993      | Wittgenstein                                                   | Lady Ottoline Morrell                        |                                     |
| 1994      | Remembrance of Things Fast: True Stories Visual Lies           |                                              |                                     |
| 1994      | Visions of Heaven and Hell                                     | Narrator                                     | TV series                           |
| 1996      | Female Perversions                                             | Eve Stephens                                 |                                     |
| 1997      | Conceiving Ada                                                 | Ada Augusta Byron King, Countess of Lovelace |                                     |
| 1998      | Love Is the Devil: Study for a Portrait of Francis Bacon       | Muriel Belcher                               |                                     |
| 1998      | The Protagonists                                               | Actress                                      |                                     |
| 1998      | Herlizeares                                                    | Diera                                        |                                     |
| 1999      | The War Zone                                                   | Mum                                          |                                     |
| 2000      | Possible Worlds                                                | Joyce                                        |                                     |
| 2000      | The Beach                                                      | Sal                                          |                                     |
| 2001      | Vanilla Sky                                                    | Rebecca Dearborn                             |                                     |
| 2001      | The Deep End                                                   | Margaret Hall                                |                                     |
| 2002      | Adaptation                                                     | Valerie Thomas                               |                                     |
| 2002      | Teknolust                                                      | Rosetta/Ruby/Marinne/Olive                   |                                     |
| 2003      | The Statement                                                  | Annemarie Livi                               |                                     |
| 2003      | Young Adam                                                     | Ella Gault                                   |                                     |
| 2005      | Constantine                                                    | Gabriel                                      |                                     |
| 2005      | The Chronicles of Narnia: The Lion, the Witch and the Wardrobe | Jadis, the White Witch                       |                                     |
| 2005      | The Somme                                                      | Narrator                                     | TV movie                            |
| 2005      | Absent Presence                                                | Operator                                     | Short                               |
| 2005      | Broken Flowers                                                 | Penny                                        |                                     |
| 2005      | Thumbsucker                                                    | Audrey Cobb                                  |                                     |
| 2006      | Stephanie Daley                                                | Lydie Crane                                  |                                     |
| 2006      | Galápagos                                                      | Narrator                                     | BBC Documentary                     |
| 2007      | Sleepwalkers                                                   | Violinist                                    | Short                               |
| 2007      | Strange Culture                                                | Hope Kurtz                                   | Documentar                          |
| 2007      | Faceless                                                       |                                              | Voice                               |
| 2007      | The Man from London                                            | Camélia                                      |                                     |
| 2007      | Michael Clayton                                                | Karen Crowder                                |                                     |
| 2008      | Julia                                                          | Julia                                        |                                     |
| 2008      | The Chronicles of Narnia: Prince Caspian                       | Jadis, the White Witch; Centaur              | Cameo                               |
| 2008      | Burn After Reading                                             | Katie Cox                                    |                                     |
| 2008      | The Curious Case of Benjamin Button                            | Elizabeth Abbott                             |                                     |
| 2009      | The Limits of Control                                          | Blonde                                       |                                     |
| 2009      | The Invisible Frame                                            | The Cyclist                                  |                                     |
| 2009      | I Am Love                                                      | Emma Recchi                                  |                                     |
| 2010      | The Chronicles of Narnia: The Voyage of the Dawn Treader       | Jadis, the White Witch                       |                                     |
| 2011      | We Need to Talk About Kevin                                    | Eva Khatchadourian                           |                                     |
| 2011      | Genevieve Goes Boating                                         | Narrator                                     | Video short                         |
| 2012      | Moonrise Kingdom                                               | Social Services                              |                                     |
| 2013      | The Stars (Are Out Tonight)                                    |                                              | Cameo                               |
| 2013      | The Next Day                                                   |                                              | Cameo                               |
| 2013      | Only Lovers Left Alive                                         | Eve                                          |                                     |
| 2013      | Snowpiercer                                                    | Mason                                        |                                     |
| 2013      | The Zero Theorem                                               | Dr Shrink-Rom                                |                                     |
| 2014      | The Grand Budapest Hotel                                       | Madame D.                                    |                                     |
| 2019      | The Dead Don't Die                                             | Zelda Winston                                |                                     |